# Moračke planine
Moračke planine - pasmo górskie w Górach Dynarskich. Leży w Czarnogórze. Sąsiaduje z pasmami Durmitor, Sinjajevina, Bjelasica i rzeką Morača. Najwyższym szczytem jest Kapa Moračka, który osiąga 2226 m.
Szczyty:
- Kapa Moračka - 2226 m
- Zagradac - 2217 m)
- Gornji Sto - 2167 m)
- Stožac - 2141 m)
- Maganik - 2139 m)
- Stit - 2132 m)
- Veliki Zebalac - 2129 m)
- Lijevno - 2081 m)
- Vojnovac - 2072 m)
- Tali - 2063 m)
- Ilin Vrh - 2050 m)
- Lukanje Čelo - 2049 m)
- Veliki Žurim - 2036 m)
- Budiguz - 1966 m)
- Mali Žurim - 1836 m)
- Donje Vucje - 1506 m)